# António Gaspar
António Gomes Gaspar é fisioterapeuta e Comendador da Ordem do Mérito. Nasceu a 4 de janeiro de 1963 na Pampilhosa da Serra , mais precisamente na aldeia da Foz do Ribeiro, no distrito de Coimbra.
Fisioterapeuta da Seleção Nacional de Futebol desde 2000, tem um percurso singular e uma carreira de mais de 30 anos de experiência.
Atualmente, é também fisioterapeuta e Fundador da Clínica António Gaspar Physio Therapy & Performance.

## Percurso Profissional
Iniciou a sua atividade profissional como fisioterapeuta numa clínica privada - a Climerset, em 1985.
Em 1987, posicionou-se no primeiro lugar do concurso de acesso aos hospitais civis, que lhe valeu a entrada para o Hospital de Santo António dos Capuchos. Aí manteve funções até 1995.
Na época 1988/89 foi Fisioterapeuta da Seleção Nacional de Cadetes Femininos de Basquetebol.
Em 1990, torna-se fisioterapeuta da equipa principal do Sport Lisboa e Benfica, função que exerceu durante 13 anos.
Em 1998, fundou o seu primeiro projeto privado, onde esteve durante 18 anos.
No ano de 2000, torna-se fisioterapeuta da Seleção Nacional A da Federação Portuguesa de Futebol, função que ainda mantém, tendo estado presente em seis campeonatos europeus e cinco mundiais.
Em 2003, é convidado a lecionar a cadeira de Fisioterapia no Desporto na Escola Superior de Saúde Egas Moniz, da qual foi regente até ao ano letivo de 2018.
No ano de 2004, que ficou na memória de tantos portugueses, Portugal organiza o Campeonato Europeu de Futebol e a Seleção A chega à final. Na sequência deste feito, e na qualidade de fisioterapeuta da Seleção A, António Gaspar foi distinguido com o grau Comendador da Ordem de Mérito pelo então Presidente da República, o Dr. Jorge Sampaio.
Em 2016, António Gaspar tem um dos pontos mais altos da sua carreira ao integrar a equipa que conquista o Campeonato Europeu de Futebol, em França. 
Em 2018, dá mais um grande passo na sua carreira e funda a clínica António Gaspar Physio Therapy & Performance, localizada em Linda-a-Velha.
No ano seguinte, ao serviço da Seleção Nacional de Futebol, integra a equipa que conquista a Conquista a UEFA Nations League.
Desde 2021, desempenha funções como Presidente do Conselho Consultivo do centro Garcia de Orta.

## Referência em Portugal na sua área
António Gaspar é a referência no panorama português no seu setor de atividade. Tem participado como palestrante em vários congressos nacionais e internacionais da sua área de atuação e é presença assídua na imprensa nacional, através de entrevistas e de artigos escritos em revistas da área de saúde.
Tornou-se preferência de individualidades de vários setores da vida nacional e internacional, desde membros do governo a empresários de referência, passando pelos mais talentosos desportistas.
Neste âmbito, e sob sua responsabilidade, decorreram as recuperações de futebolistas profissionais como Cristiano Ronaldo, Pepe, Ricardo Quaresma, Deco, Nani, Luís Figo, Simão Sabrosa, Paulo Ferreira, Jorge Andrade, Costinha ou Luís Boa-Morte, bem como a de atletas de alta competição de outras modalidades desportivas como sejam Pedro Lamy, Manuel Gião, Nélson Évora, Ercília Machado, Tiago ‘Saca’ Pires, entre outros tantos.
É preferencialmente escolhido por inúmeras figuras públicas como o apresentador Fernando Mendes, Carmona Rodrigues, José Eduardo Moniz, Luís Marques Mendes, Pedro Passos Coelho, Fátima Lopes, o clã Carreira, Rita Pereira, etc.
Mais recentemente, integrou na qualidade de fisioterapeuta a equipa que auxiliou a recuperação do ator Ângelo Rodrigues, após este ter sido submetido a várias cirurgias.

## Colaborações
Colabora com atletas de vários clubes de futebol internacional, nomeadamente: Chelsea, Manchester United, Tottenham Hotspur, Fulham, Everton, West Ham, Real Club Deportivo de La Coruña, Atlético Madrid, Sevilha, Barcelona, Valencia Club de Fútbol, Juventus, FC Dinamo Moscovo, Al-Ahly (Egipto), Los Angeles Galaxy, para além de vários clubes de Angola, Chipre, Roménia, Polónia e Arábia Saudita.
“São 30 anos de experiência, muita disponibilidade, igual dose de confiança, uma vontade infinita de superação, tanto otimismo quanto realismo. Esta é a fórmula e o compromisso para uma fisioterapia de sucesso, geradora de reconhecimento, proximidade de todos os que precisam regressar ao seu melhor.” - António Gaspar